# Kim Polling

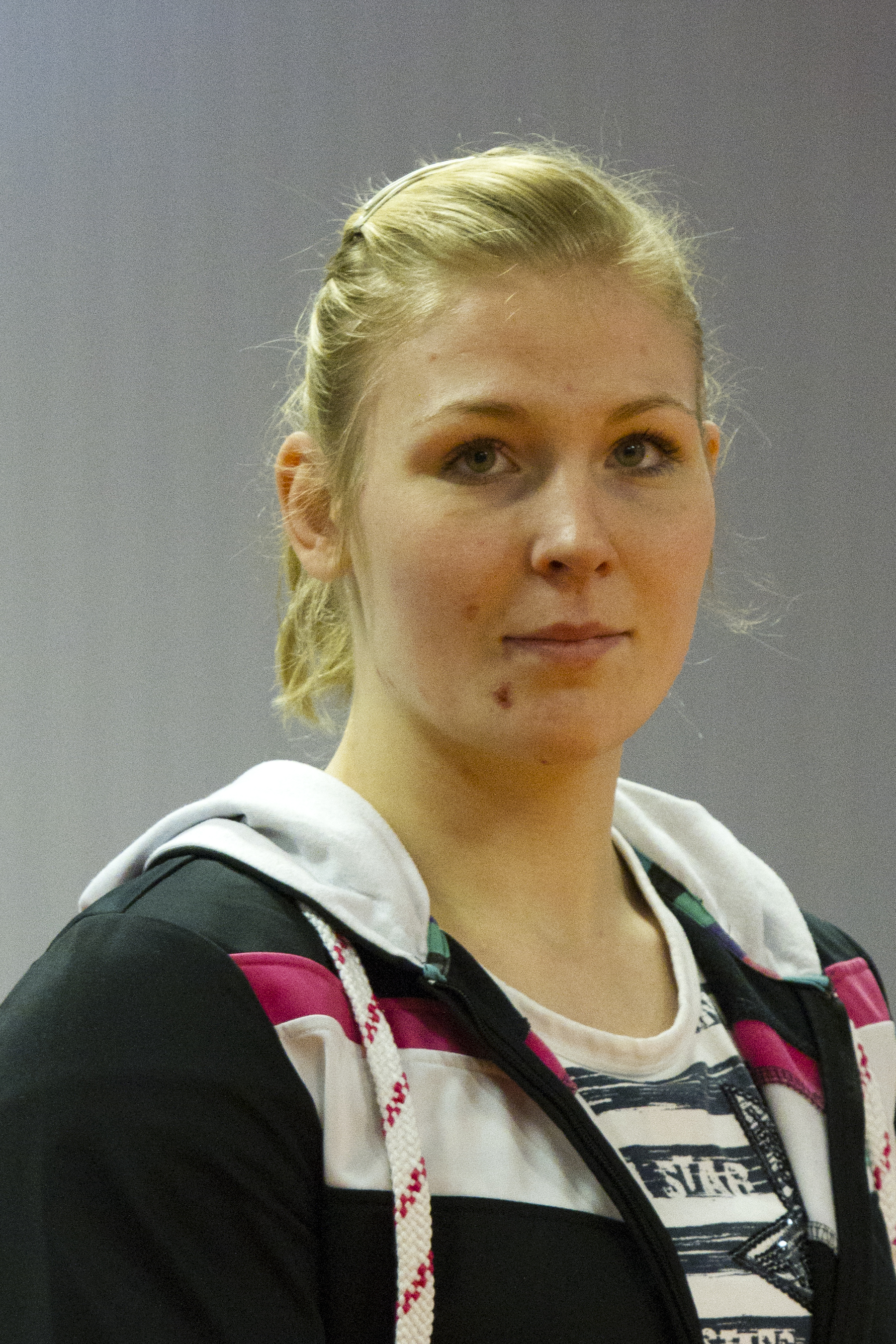
Kim Polling (2011)

Kim Polling (* 8. Februar 1991 in Zevenhuizen) ist eine italienische Judoka, die bis 2023 für die Niederlande antrat. Sie war bis 2018 viermal Europameisterin im Mittelgewicht, der Gewichtsklasse bis 70 Kilogramm.

## Sportliche Karriere
Die 1,75 m große Kim Polling war 2007 Zweite bei den U17-Europameisterschaften. 2009 gewann sie Silber bei den U20-Europameisterschaften. 2010 war sie Junioreneuropameisterin und Juniorenweltmeisterin. Im gleichen Jahr gewann sie zum ersten Mal den niederländischen Meistertitel bei den Erwachsenen, 2011 und 2017 folgten weitere Meistertitel. Ebenfalls 2010 gewann sie in Tallinn und in Birmingham ihre ersten Weltcupturniere. 2011 siegte sie bei der Universiade in Shenzhen.
Bei den Europameisterschaften 2013 in Budapest bezwang sie im Halbfinale die Österreicherin Bernadette Graf und im Finale ihre Landsfrau Linda Bolder. Vier Monate später unterlag sie im Viertelfinale der Weltmeisterschaften in Rio de Janeiro der Südkoreanerin Kim Seong-yeon, mit zwei Siegen in der Hoffnungsrunde sicherte sich Polling aber eine Bronzemedaille. Bei den Europameisterschaften 2014 in Montpellier verteidigte sie mit einem Finalsieg über die Deutsche Laura Vargas Koch ihren Europameistertitel. Ein Jahr später gewann sie im Finale der bei den Europaspielen in Baku ausgetragenen Europameisterschaften wieder gegen Laura Vargas Koch. Bei den Weltmeisterschaften in Astana belegte Polling den siebten Platz. 2016 bei den Europameisterschaften in Kasan belegte sie den fünften Platz. Bei den Olympischen Spielen 2016 in Rio de Janeiro unterlag Polling in ihrem Auftaktkampf der Japanerin Haruka Tachimoto. Erst bei den Europameisterschaften 2018 konnte Kim Polling wieder einen internationalen Titel gewinnen. Nachdem sie im Halbfinale gegen Gemma Howell gewonnen hatte, besiegte sie im Finale die zweite Britin Sally Conway. In den Jahren danach war Polling zwar bei Grand-Slam-Turnieren erfolgreich mit Siegen 2019 in Abu Dhabi und 2021 in Antalya, bei internationalen Meisterschaften gelang ihr kein Medaillengewinn mehr.
Anfang 2024 heiratete Polling den italienischen Judoka Andrea Regis und ist seither für Italien startberechtigt. Bei den Weltmeisterschaften 2024 in Abu Dhabi erreichte Polling den siebten Platz. Zwei Monate später schied sie bei den Olympischen Spielen 2024 in Paris im Achtelfinale gegen die spätere Olympiasiegerin Barbara Matić aus. Mit der italienischen Mannschaft belegte Polling den fünften Platz im Mixed Team.

## Belege
1. 1 2  Kampfbilanz bei judoinside.com

| Personendaten    | Personendaten               |
| ---------------- | --------------------------- |
| NAME             | Polling, Kim                |
| KURZBESCHREIBUNG | niederländische Judoka      |
| GEBURTSDATUM     | 8. Februar 1991             |
| GEBURTSORT       | Zevenhuizen, heute Zuidplas |